# 名取栄一
名取 栄一（なとり えいいち、1873年〈明治6年〉4月 - 1958年〈昭和33年〉）は、明治から昭和時代戦前の政治家。静岡県沼津市長。

## 経歴
山梨県出身。名取栄次郎の二男。蚕種商を営む。沼津市会議員を経て、1940年（昭和15年）2月、沼津市長に就任。1年9か月在任した。ほか、沼津苗市場代表取締役、城南製糸、桃中軒各取締役を歴任した。